# Балдершванг
Балдершванг (њем. Balderschwang) општина је у њемачкој савезној држави Баварска. Једно је од 28 општинских средишта округа Обералгој. Према процјени из 2010. у општини је живјело 246 становника. Посједује регионалну шифру (AGS) 9780113.

## Географски и демографски подаци
Балдершванг се налази у савезној држави Баварска у округу Обералгој. Општина се налази на надморској висини од 1044 метра. Површина општине износи 41,6 km². У самом мјесту је, према процјени из 2010. године, живјело 246 становника. Просјечна густина становништва износи 6 становника/km².